# گروه مادریگال
گروه مادریگال (انگلیسی: Groupe Madrigall) شرکت انتشارات فرانسوی است، که در سال ۱۹۹۲ تأسیس شد.